# Rivne, Novomîrhorod
Rivne (în ucraineană Рівне) este un sat în așezarea urbană Kapitanivka din raionul Novomîrhorod, regiunea Kirovohrad, Ucraina.

## Demografie
Componența lingvistică a localității Rivne
     Ucraineană (94,49%)
     Rusă (2,36%)
     Română (2,36%)
     Alte limbi (0,79%)
Conform recensământului din 2001, majoritatea populației localității Rivne era vorbitoare de ucraineană (94,49%), existând în minoritate și vorbitori de rusă (2,36%) și română (2,36%).